# Анна Акопян
Анна Акопян (вірм. Աննա Վաչիկի Հակոբյան; нар. 1 лютого 1978) — дружина діючого прем'єр-міністра Вірменії Ніколи Пашиняна. Вона є головним редактором газети «Айкакан жаманак» («Вірменські часи»). Неофіційно Акопян вважається «першою леді Вірменії», посада, яка зарезервована для подружжя президента Вірменії.

## Походження та навчання
Анна Акопян народилася 1 лютого 1978 року у Вірменській РСР . Закінчила Єреванський державний університет . Після закінчення навчання почала працювати журналістом у Вірменії. Зараз вона працює головним редактором найбільшої газети Вірменії «Айкакан Жаманак».

### Оксамитова революція 2018 року
Акопян зіграла активну роль у Вірменській революції 2018 року, яка була серією антиурядових мирних масових протестів у відповідь на третій термін поспіль минулого президента. 8 травня 2018 року Нікол Пашинян був обраний прем'єр-міністром.

## Дружина прем'єр-міністра

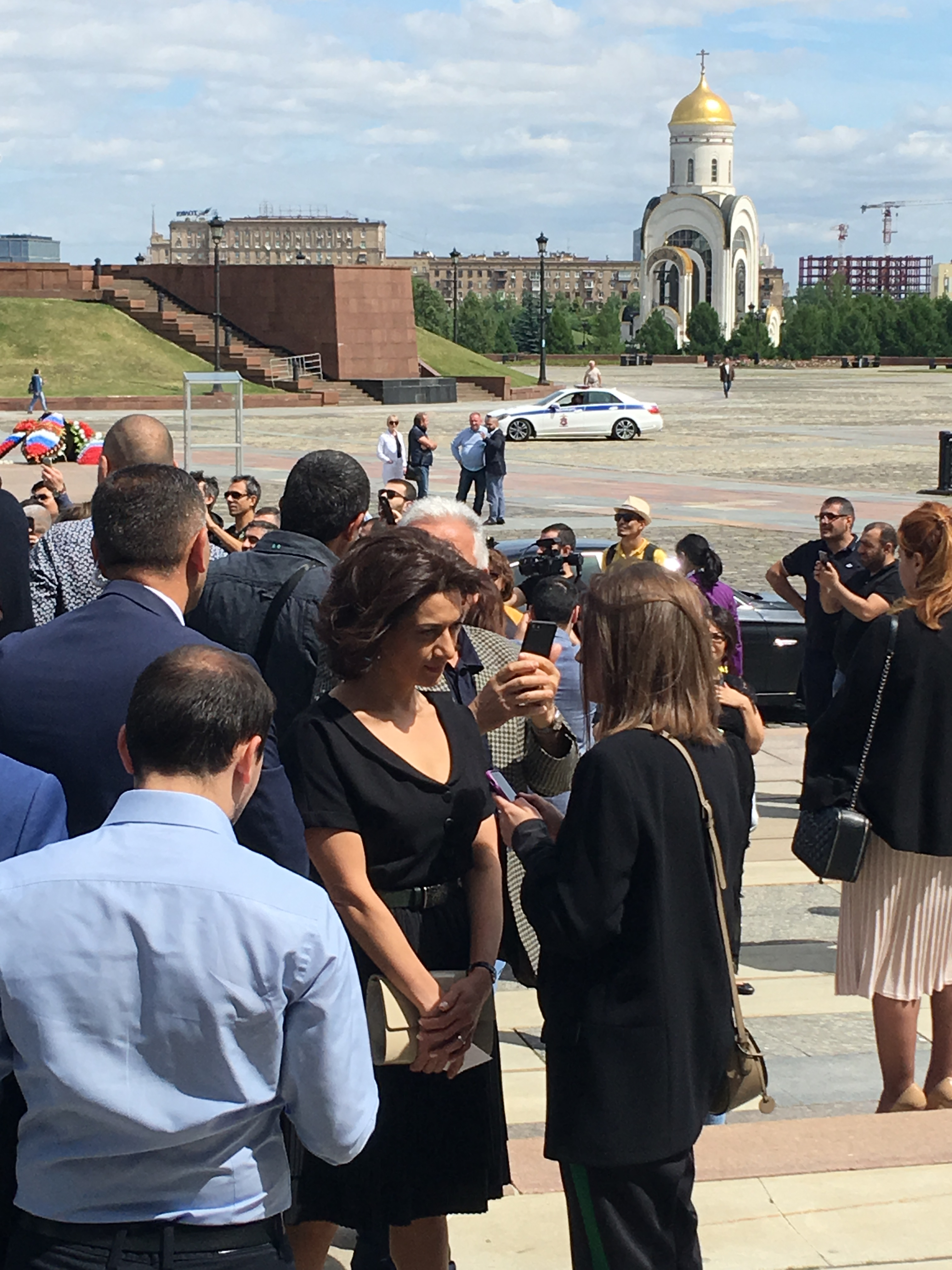
Анна Акопян у Москві

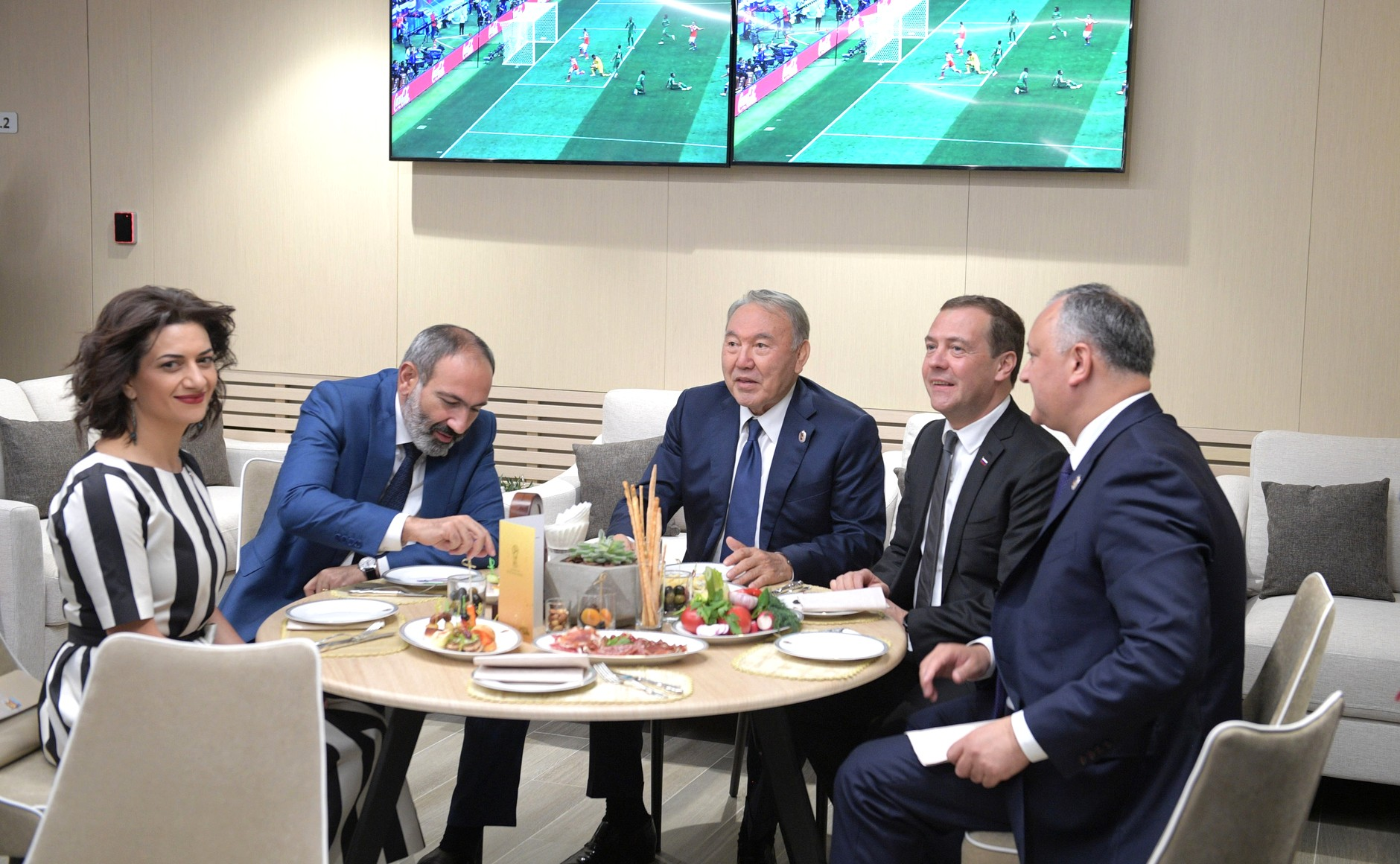
Акопян зі своїм чоловіком, президентом Казахстану Нурсултаном Назарбаєвим, прем'єр-міністром Росії Дмитром Медведєвим та президентом Молдови Ігорем Додоном.

Акопян стала офіційною дружиною прем'єр-міністра 8 травня 2018 року після обрання її чоловіка прем'єр-міністром.

### Благодійність
Відразу після виборів Анна Акопян ініціювала зустріч з благодійними організаціями, які займаються онкологічною діяльністю дітей, і спеціалістами. Під час засідання під її керівництвом була сформована робоча група з покращення стану дитячого раку у Вірменії. В даний час в процесі формування знаходиться благодійний фонд, почесним президентом якого є Анна Акопян, для підтримки розвитку дитячої онкології та гематології у Вірменії.

### Війна 2020 року
Анна Акопян брала участь у війні в Нагірному Карабасі 2020 року, служачи на передовій після тижневої програми навчання. Вона заснувала загін Ерато, який є першим жіночим військовим підрозділом у лавах збройних сил Вірменії .